# Chiesa di San Prospero (Neviano degli Arduini)
La chiesa di San Prospero è un luogo di culto cattolico dalle forme neoromaniche, situato in strada Alvarano a Ceretolo, frazione di Neviano degli Arduini, in provincia e diocesi di Parma; è sede di una parrocchia compresa nella zona pastorale della Montagna.

## Storia
Il luogo di culto originario fu eretto in epoca medievale; la più antica testimonianza della sua esistenza risale al 1230, quando la Capelle de Ceredulo fu citata nel Capitulum seu Rotulus Decimarum della diocesi di Parma tra le dipendenze della pieve di Sasso.
L'edificio fu nominato anche in un documento del 1299 e nell'Estimo diocesano del 1354; nel Regesto antico del 1493 comparve per la prima volta la dedicazione del tempio a san Prospero.
Nel 1507 il tempio fu riedificato.
Nel 1564 la chiesa fu elevata a sede parrocchiale autonoma.
Nel 1695 il luogo di culto fu ristrutturato e modificato.
Nel 1885 il tempio fu interessato da nuovi interventi di risistemazione, che riguardarono prevalentemente gli interni; nel 1891 fu edificato l'adiacente campanile.
Il 7 settembre 1920 un devastante terremoto lesionò irreversibilmente l'antico tempio, che fu successivamente abbattuto; nel 1923 furono avviati, sui resti della precedente, i lavori di costruzione della nuova chiesa neoromanica, che fu portata a termine nel 1943.

## Descrizione

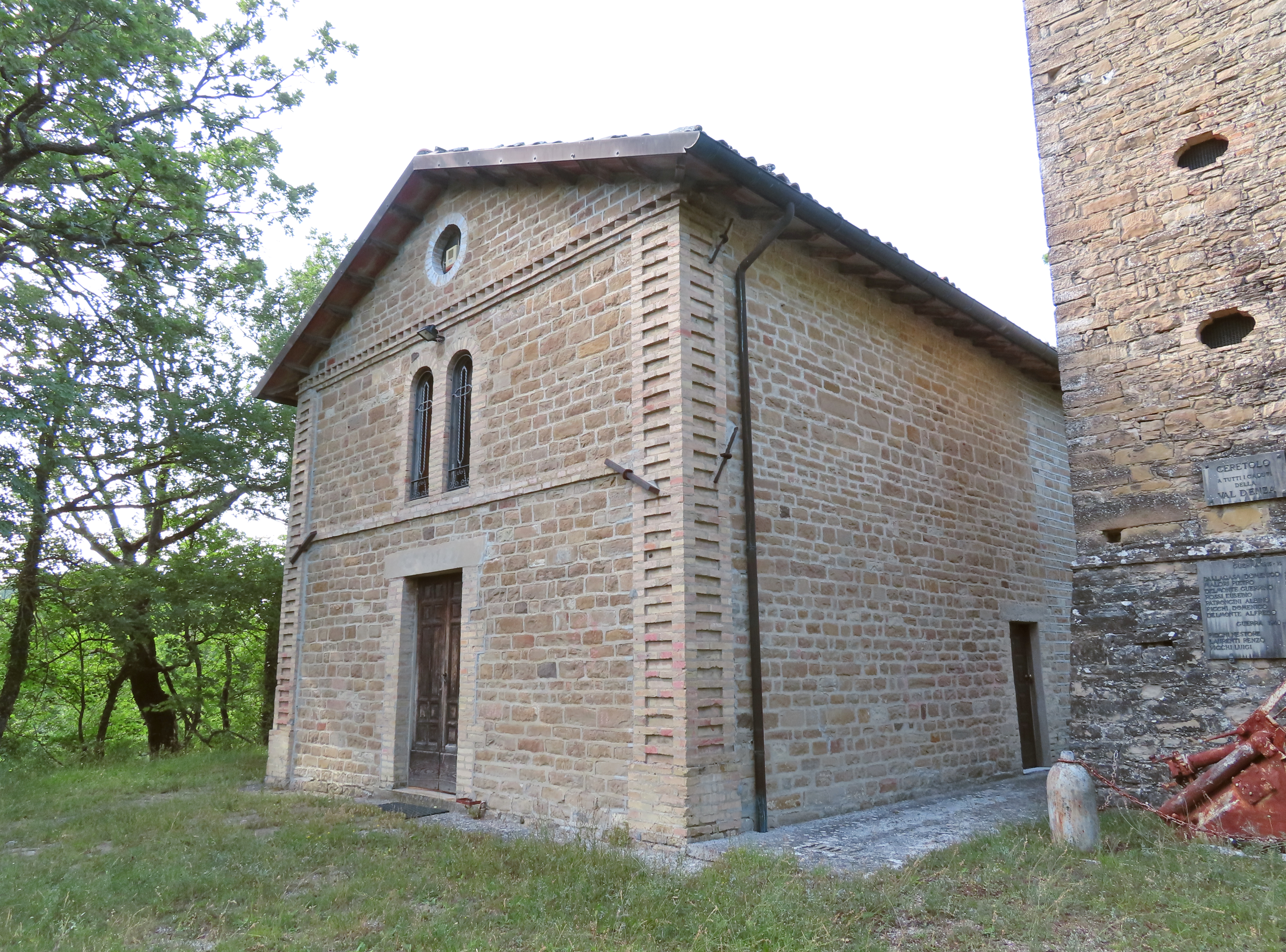
Facciata e lato est

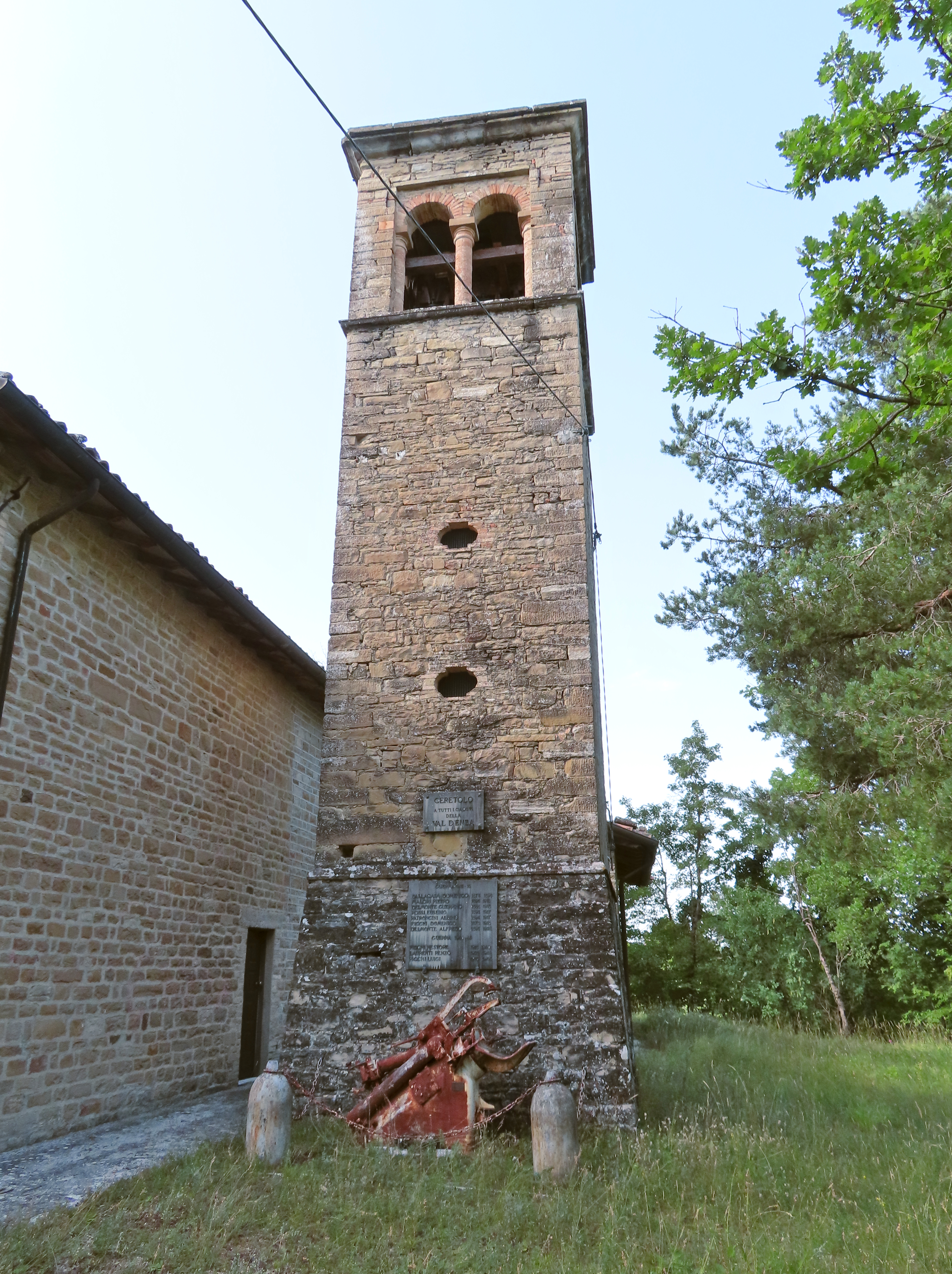
Campanile

La chiesa si sviluppa su un impianto a navata unica, con ingresso a sud e presbiterio a nord.
La simmetrica facciata a capanna, rivestita in conci regolari di arenaria come il resto dell'edificio, è delimitata da due paraste in laterizio; al centro è collocato il portale d'ingresso, delimitato da due piedritti in mattoni e coronato da un architrave in pietra; più in alto si aprono nel mezzo due monofore affiancate e incorniciate in laterizio, mentre in sommità, sopra a una fascia marcapiano a denti di sega, è posto un piccolo oculo.
Sulla destra, isolato, si erge su un alto basamento a scarpa il campanile, la cui cella campanaria si affaccia sulle quattro fronti attraverso bifore scandite da colonnine.
All'interno la navata, coperta da un soffitto a due falde retto da travetti lignei, è priva di decorazioni.
Il presbiterio, lievemente sopraelevato, è preceduto dall'arco trionfale; l'ambiente, chiuso superiormente da una volta a botte, accoglie l'altare maggiore marmoreo a mensa, aggiunto tra il 1970 e il 1980; al lati si aprono due portali seicenteschi intagliati, mentre sul fondo si staglia, all'interno di una cornice seicentesca intagliata, la pala raffigurante la Madonna col Bambino e i santi Prospero vescovo e Antonio da Padova, eseguita o ridipinta nel 1844.
La chiesa conserva altre opere di pregio, tra cui lo sportello intagliato ottocentesco del fonte battesimale e un tabernacolo ligneo seicentesco.